# Şekeroba, Türkoğlu
Şekeroba là một thị trấn thuộc huyện Türkoğlu, tỉnh Kahramanmaraş, Thổ Nhĩ Kỳ. Dân số thời điểm năm 2010 là 7.251 người.